# Obży
Obży (ros. Обжи) – wieś (ros. деревня, trb. dieriewnia) w zachodniej Rosji, w sielsowiecie salnowskim rejonu chomutowskiego w obwodzie kurskim.

## Geografia
Miejscowość położona jest w pobliżu rzeki Niemioda, 10,5 km od centrum administracyjnego sielsowietu salnowskiego (Salnoje), 13,5 km od centrum administracyjnego rejonu (Chomutowka), 121 km od Kurska.
W granicach miejscowości znajduje się ulica Podlesnaja (39 posesji).

## Historia
Do czasu reformy administracyjnej w roku 2010 wieś Obży wchodziła w skład sielsowietu prilepowskiego, który w tymże roku został włączony w sielsowiet salnowski.

## Demografia
W 2010 r. miejscowość zamieszkiwało 27 osób.